# Rodeo Waltz
Rodeo Waltz är ett studioalbum från 1993 av countryduon Sweethearts of the Rodeo från USA.

## Låtlista
1. "Get Rhythm" (Johnny Cash) - 3:25
2. "Long Time Gone" (Frank Harford/Tex Ritter) - 2:57
3. "Things Will Grow" (Don Schlitz) - 3:29
4. "Hoping That You're Hoping" (Betty Harrison) - 2:27
5. "Jenny Dreamed of Trains" (Vince Gill/Guy Clark) - 4:19
6. "Brand New Tennessee Waltz" (Jesse Winchester) - 4:26
7. "Bluegrass Boy" (Janis L. Oliver-Gill/Don Schlitz) - 2:57
8. "Please Help Me I'm Falling" (Don Robertson/Hal Blair) - 3:02
9. "Deep River Blues" (Traditional/arr. Janis Gill) - 2:59
10. "There One Morning" (Janis L. Oliver-Gill) - 3:30
11. "Steel Rail Blues" (Gordon Lightfoot) - 3:24
12. "Broken Arrow" (Robbie Robertson) - 5:52